# Bocksberg (Harz)

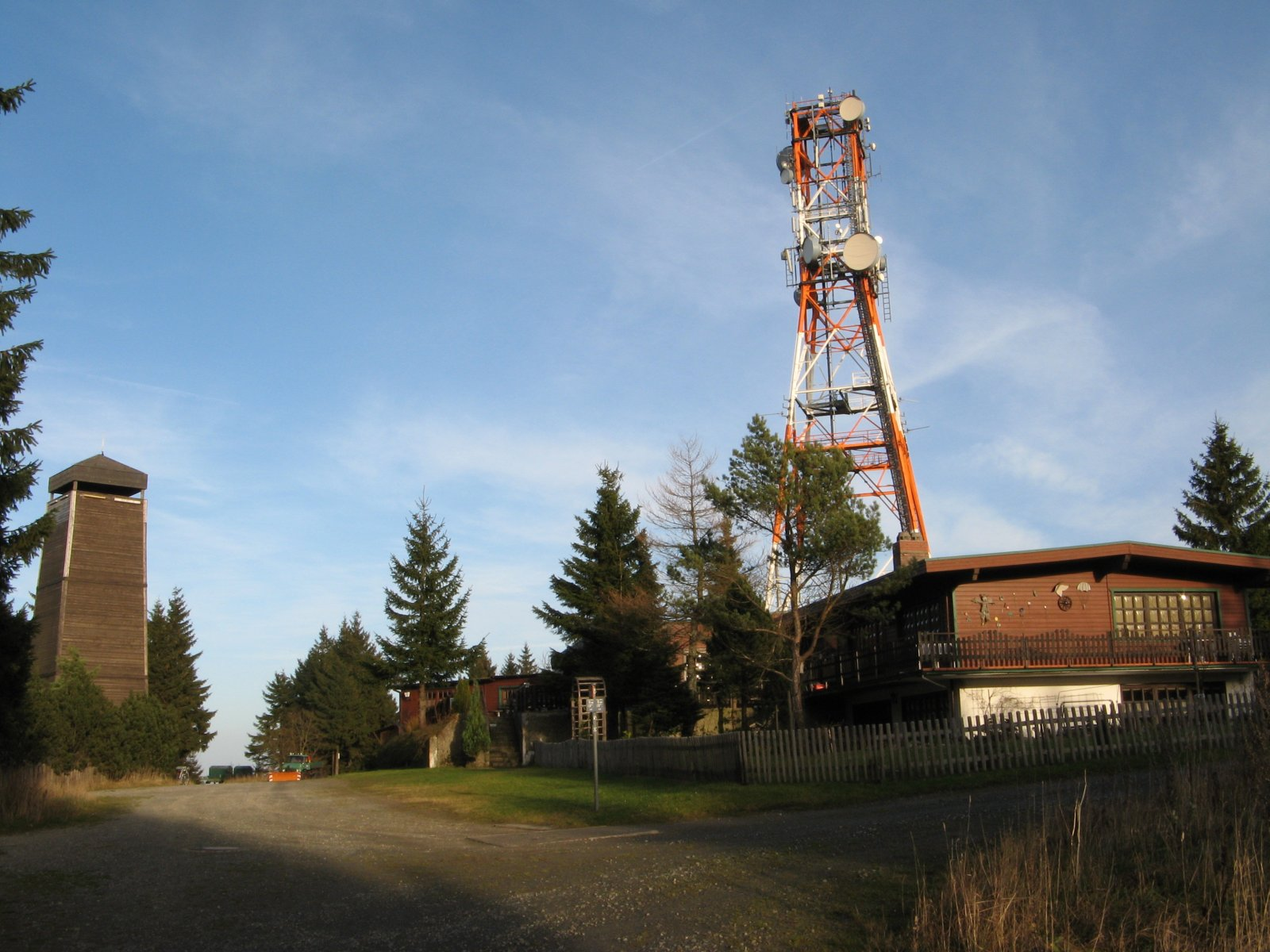
Aussichtsturm, Sendeturm und Berggaststätte auf dem Bocksberggipfel

Der Bocksberg im Oberharz ist der etwa 727 m ü. NHN hohe Hausberg des Goslarer Stadtteils Hahnenklee-Bockswiese im niedersächsischen Landkreis Goslar.

## Geographie

### Lage
Der Bocksberg erhebt sich im Oberharz innerhalb des Naturparks Harz. Sein Gipfel liegt 1,2 km ostsüdöstlich von Hahnenklee und 1,2 km nordöstlich von Bockswiese, die gemeinsam den Goslarer Stadtteil Hahnenklee-Bockswiese bilden; die Goslarer Kernstadt befindet sich 7,4 km nordöstlich.
Am Berg oder in unmittelbarer Nähe entspringen die Flüsse Gose, Grane, Grumbach und Kuttelbach. An den zwei zuletzt genannten Fließgewässern liegen in Bergnähe mehrere Oberharzer Teiche.
Auf dem Berg liegen Teile des Landschaftsschutzgebiets Harz (Landkreis Goslar) (CDDA-Nr. 321402; 2001 ausgewiesen; 389,75 km² groß).

### Naturräumliche Zuordnung
Die Bocksberg gehört in der naturräumlichen Haupteinheitengruppe Harz (Nr. 38), in der Haupteinheit Mittelharz (Oberharz; 380) und in der Untereinheit Goslarer Bergland (380.2) zum Naturraum Gosebergland (380.21). Die Landschaft fällt nach Süden und Westen in die Untereinheit Clausthaler Hochfläche (380.4) ab.

## Geschichte

### Ehemalige Bob- und Rennrodelbahn
Im Jahre 1923 entstand durch den Berliner Architekten Zensinsky am Westhang des Bocksberges eine 1350 Meter lange Bob- und Rennrodelbahn, die jeden Winter mit Natureis präpariert wurde. Entlang der Bahn wurde auch eine Wasserleitung installiert, die beim Präparieren der Strecke herangezogen werden konnte. Die Steilkurven wurden mit Eisblöcken, die man aus dem Eis einiger Hahnenkleer Teiche herausgeschnitten hat, ausgelegt und miteinander verbunden. Nach mehreren tödlichen Unfällen mit Bobs wurde nur noch Rennrodelbetrieb zugelassen. Die Bahn hatte seinerzeit einen hohen Bekanntheitsgrad; in den 1950er und 1960er Jahren wurden auch nationale und internationale Meisterschaften auf ihr ausgetragen. Da aber die Präparation mit Natureis sehr aufwendig war und nach jeder Tauperiode wiederholt werden musste und Fördermittel für eine Kunsteisbahn nicht eingeworben werden konnten, wurde der Betrieb dieser Bahn mit Einweihung der Bocksberg-Seilbahn, deren neue Skipiste die Trasse kreuzte, 1970 eingestellt. Heute findet man noch mitten im Wald vereinzelte Spuren der Trasse, aber auch der eigenen Wasserversorgung.

### Sendeanlagen
Nach dem Zweiten Weltkrieg führte 1948 die britische Besatzungsmacht den ersten Richtfunkversuch zwischen dem Berliner Funkturm und dem Bocksberg durch. Es standen anfangs nur drei, später acht Kanäle für Sprachübertragung zur Verfügung. Anschließend während des Kalten Krieges betrieb die US-Armee (5th Signal Command (Stammstandort Mannheim), das 102nd Signal Battalion und die 4th Signal Group) von 1950 bis zum 10. September 1992 eine Relaisstation mit Namen Bocksberg Relay Site (BBG) für ihre Troposcatter-Verbindung nach West-Berlin und eine Richtfunkverbindung zum Köterberg nahe Holzminden. Der dazugehörige 62 Meter hohe rot-weiße Sendemast dient heute dem Mobilfunk.
Auf einem separaten Antennenmast auf dem Bocksberg befinden sich außerdem drei Amateurfunk-Relaisstationen mit den Rufzeichen DB0XY. Eine im 2-m-Band (145,725 MHz – 0,6 MHz), eine im 70-cm-Band (438,725 MHz – 7,6 MHz) und eine Relaisfunkstelle im 23-cm-Band (1270,250 + 28 MHz), sowie Mikrowellenbaken auf den Amateurfunkbändern 10 GHz 10368,910 MHz; 13 cm 2320,910 MHz (im Bau) und 23 cm 1296,910 MHz, sowie eine UHF-Bake auf 432,475 MHz.

## Einrichtungen

### Aussichtsturm und Bergrestaurant
Auf dem Bocksberg steht ein hölzerner Aussichtsturm, der 1976 erbaut wurde und Aussicht in die Norddeutsche Tiefebene und im Harz unter anderem zum Brocken gewährt; daher trägt er auch den Namen Brockenblick. Daran angegliedert befindet sich ein Bergrestaurant mit 130 Sitzplätzen, das 2012 umfangreich modernisiert wurde.

### Seilbahn und Sessellift
Die Bocksberg-Seilbahn ist eine 1100 m lange, 1970 von der Pohlig-Heckel-Bleichert Vereinigte Maschinenfabriken AG (PHB) erbaute Gondelbahn mit Kleinkabinen für jeweils vier Personen. Mit 164 m Höhenunterschied führt sie von Hahnenklee (560 m) auf den Bocksberg und kann pro Stunde derzeit 600 Fahrgäste befördern. Sie verfügt über 8 Stützen, die höchste ist 22 Meter hoch. Zum 1. Juni 2011 wurde die Seilbahn von der Erlebnisbocksberg Hahnenklee GmbH & Co. KG mit Sitz in Goslar (Investoren Pamela Groll und Heiko Rataj) übernommen. Die Seilbahn wurde modernisiert und durch einen Wechselstrommotor mit Frequenzumrichter energiesparender.
Am 10. Juli 2014 wurde mit Baukosten von 2,5 Millionen Euro parallel zur Seilbahn ein Sessellift in Betrieb genommen. Die Strecke von 946 Metern wird mit 95 Sesseln (jeweils mit vier Sitzplätzen) betrieben und kann insgesamt 1900 Personen pro Stunde befördern.
Im Winter dient die Seilbahn der Beförderung von Skifahrern, im Sommer können mit ihr Mountainbikes in speziellen Fahrkörben zum Gipfel oder einfacher mit dem Sessellift befördert werden. Im Skigebiet Bocksberg führen vom Gipfel aus mehrere Skipisten mit maximal 1,5 Kilometer Länge und Downhill-Strecken hinab nach Hahnenklee. Außer der Seilbahn und dem Sessellift gibt es zwei Schlepplifte, ein Förderband („Zauberteppich“) und einen Kinderlift. Zudem steht für Schlittenfahrer eine Rodelbahn zur Verfügung. Es gibt mehrere Wanderwege, darunter vor allem den Liebesbankweg.

### Sommerrodelbahn BocksBergBob

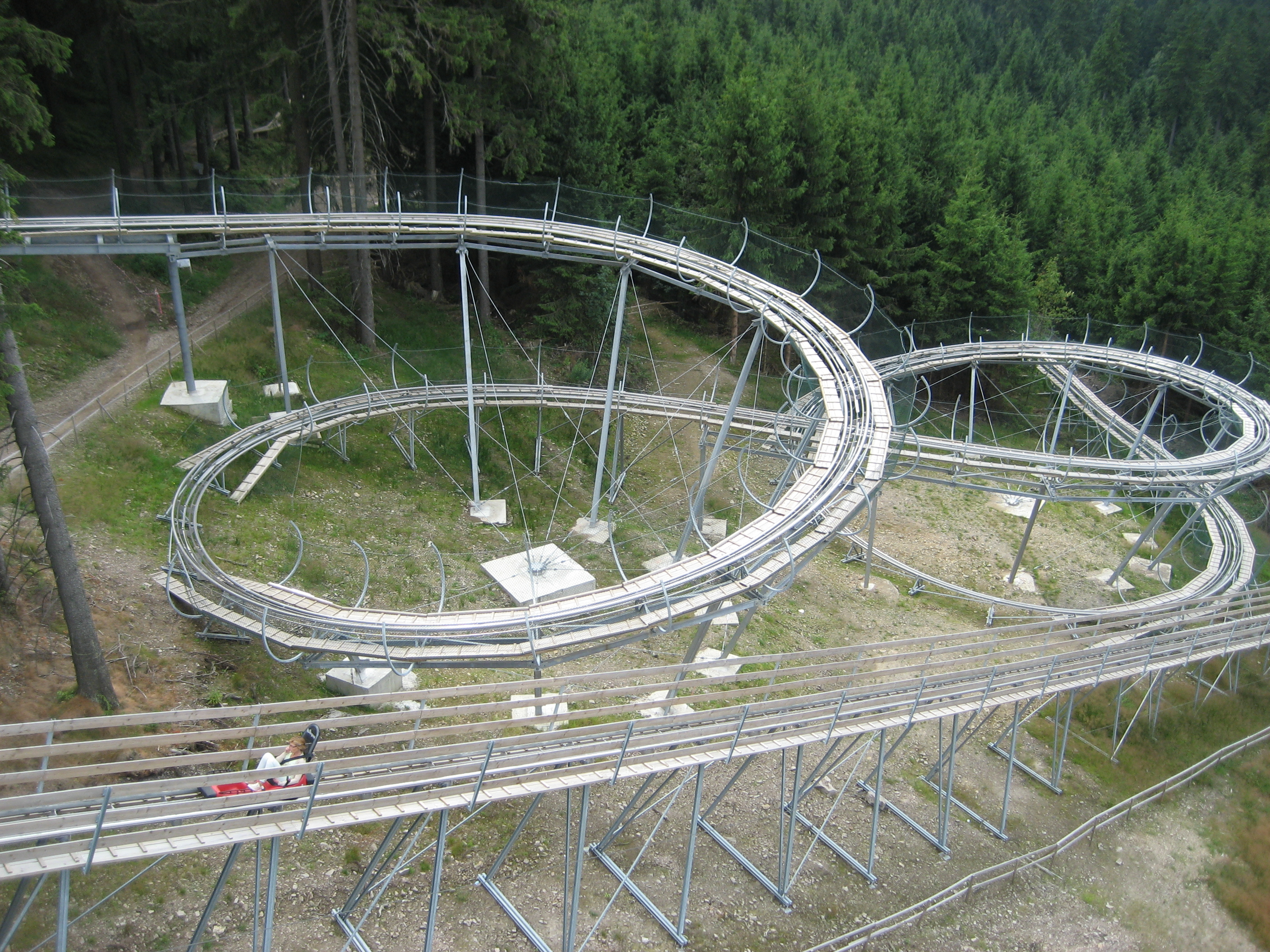
Teilstück der Sommerrodelbahn BocksBergBob

Ab März 2012 wurde eine 1250 m lange und 1,5 Millionen Euro teure schienengeführte Sommerrodelbahn (Bauart „Alpine Coaster“ des Unternehmens Josef Wiegand GmbH & Co. KG) durch die Seilbahnbetreibergesellschaft ErlebnisBocksBerg Hahnenklee GmbH & Co.KG neben der Trasse der Seilbahn errichtet, die am 6. Juli 2012 unter dem Namen Bocksbergbob eröffnet wurde. Der Start bzw. Zustieg ist in unmittelbarer Nähe der Seilbahn-Bergstation, als Bergauf-Förderer kommt ein Liftersystem zum Einsatz. Die Finanzierung des Bocksbergbob übernahm ein Investorentrio mit Zuschüssen vom Land Niedersachsen und der EU.